# Тоймина
То́ймина (Тайва) — река в России, протекает в Даниловском и Ярославском районах Ярославской области. Исток находится севернее деревни Погорелки Даниловского района. Впадает в реку Ить с левой стороны в 38 км от устья последней. Длина реки составляет 28 км, площадь бассейна — 132 км².
Крупнейшие притоки: ручьи Кашенкий и Царей, река Каменка (2,8 км от устья).
Сельские населённые пункты около реки: Даниловский район — Погорелки, Очково, Шубино, Марково, Окуловское, Голодяево, Каликино, Нижний Починок, Новое; Ярославский район — Мусоловка, Ям, Ясино, Быстреник, Дор.
Около Яма пересекает федеральную автомагистраль М8 «Холмогоры».

## Данные водного реестра
По данным государственного водного реестра России относится к Верхневолжскому бассейновому округу, водохозяйственный участок реки — Волга от Рыбинского гидроузла до города Кострома, без реки Кострома от истока до водомерного поста у деревни Исады, речной подбассейн реки — Волга ниже Рыбинского водохранилища до впадения Оки. Речной бассейн реки — (Верхняя) Волга до Куйбышевского водохранилища (без бассейна Оки).
Код объекта в государственном водном реестре — 8010300212210000010573.

## Галерея

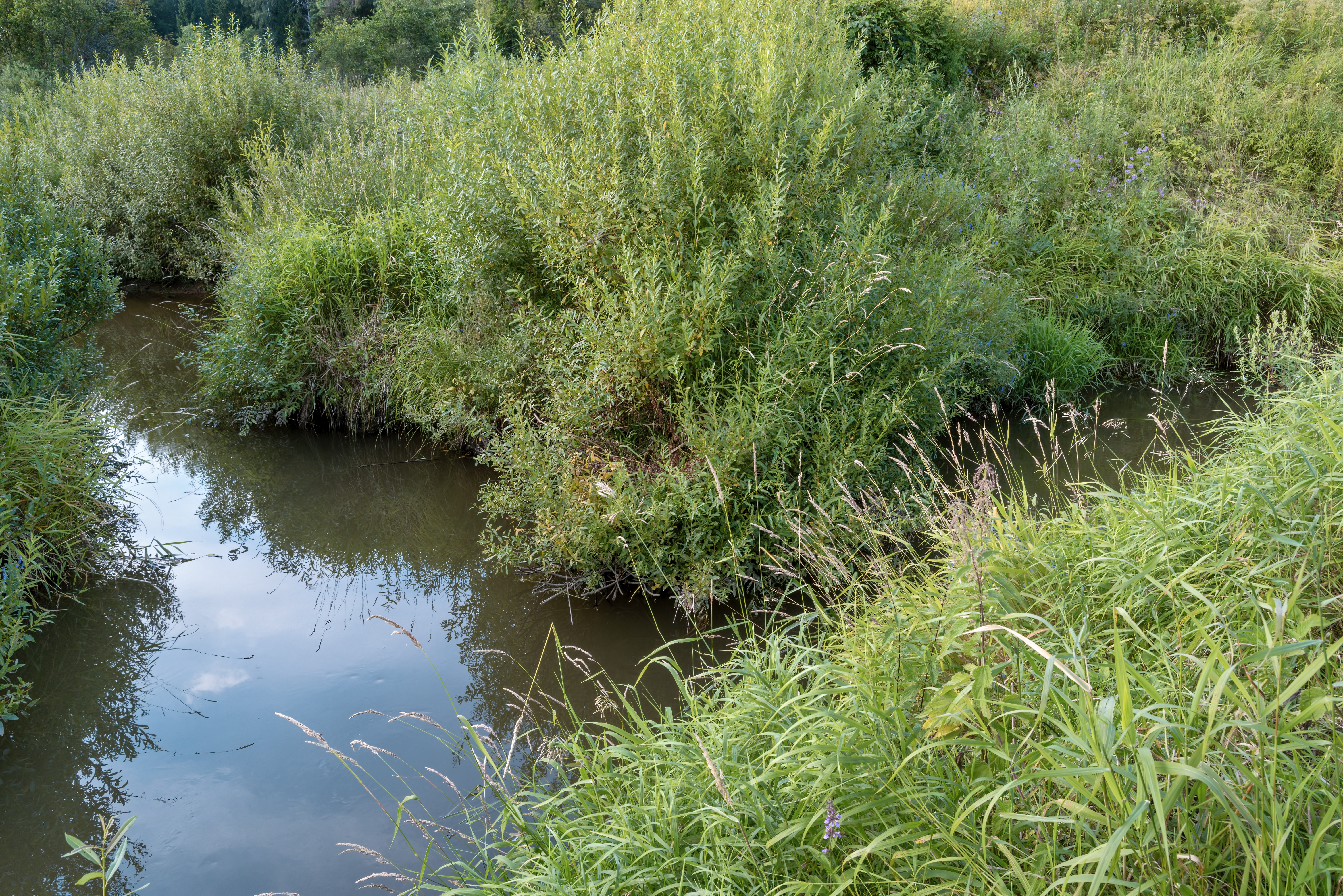
Место слияния Ити (слева) и Тоймины (справа).
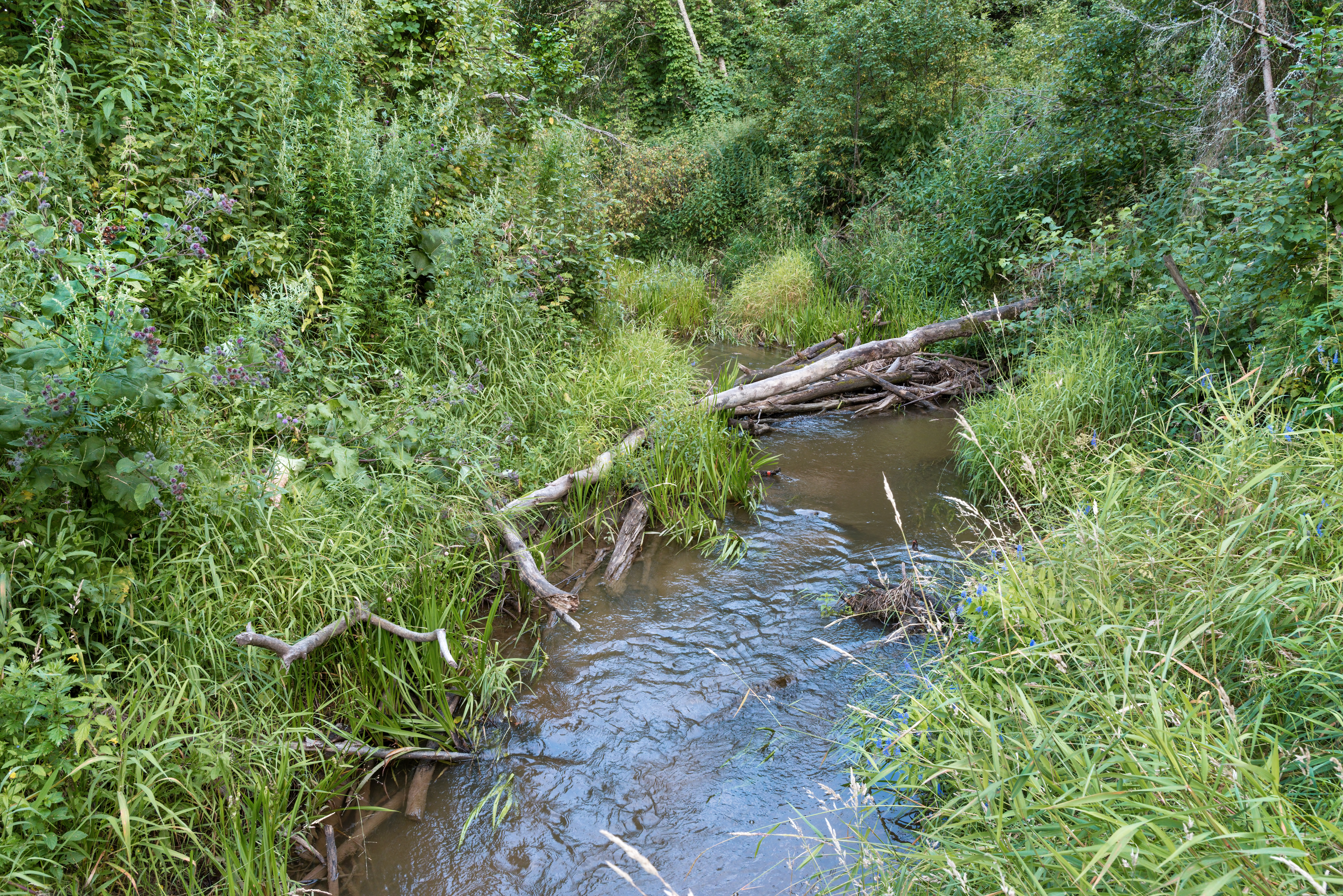
Пойменная терраса.
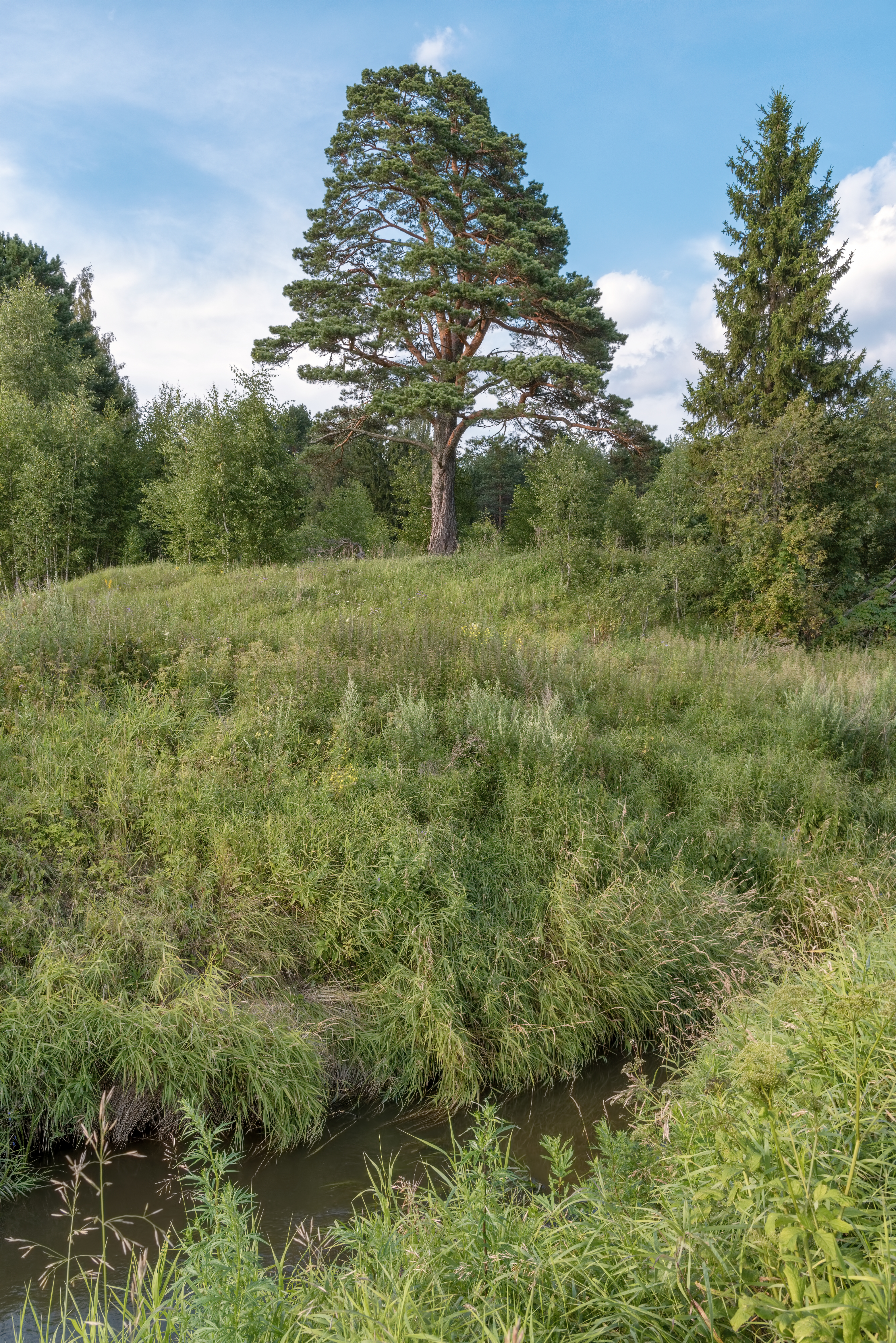
Надпойменная терраса.
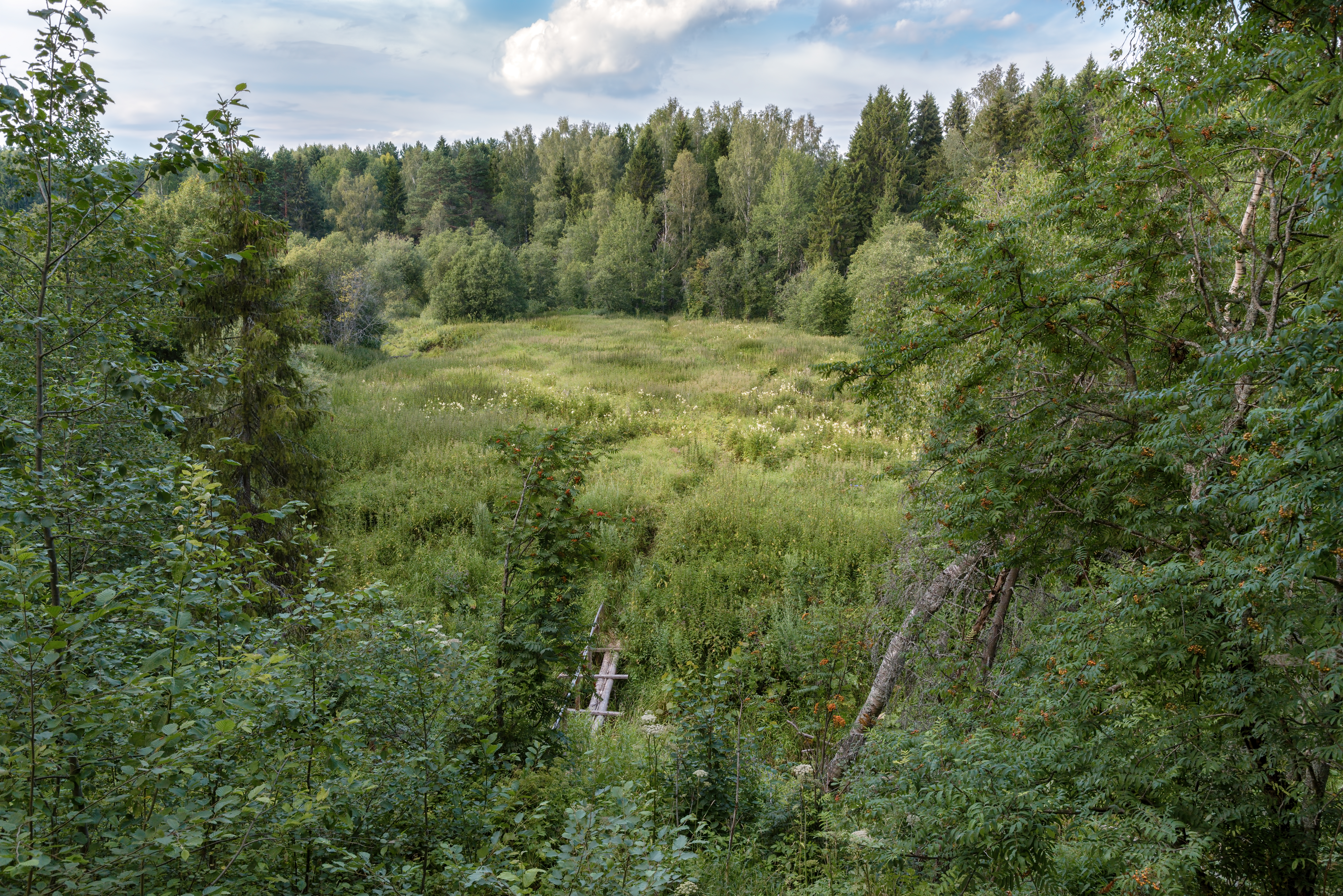
Характерный ландшафт речной долины в низовьях реки.
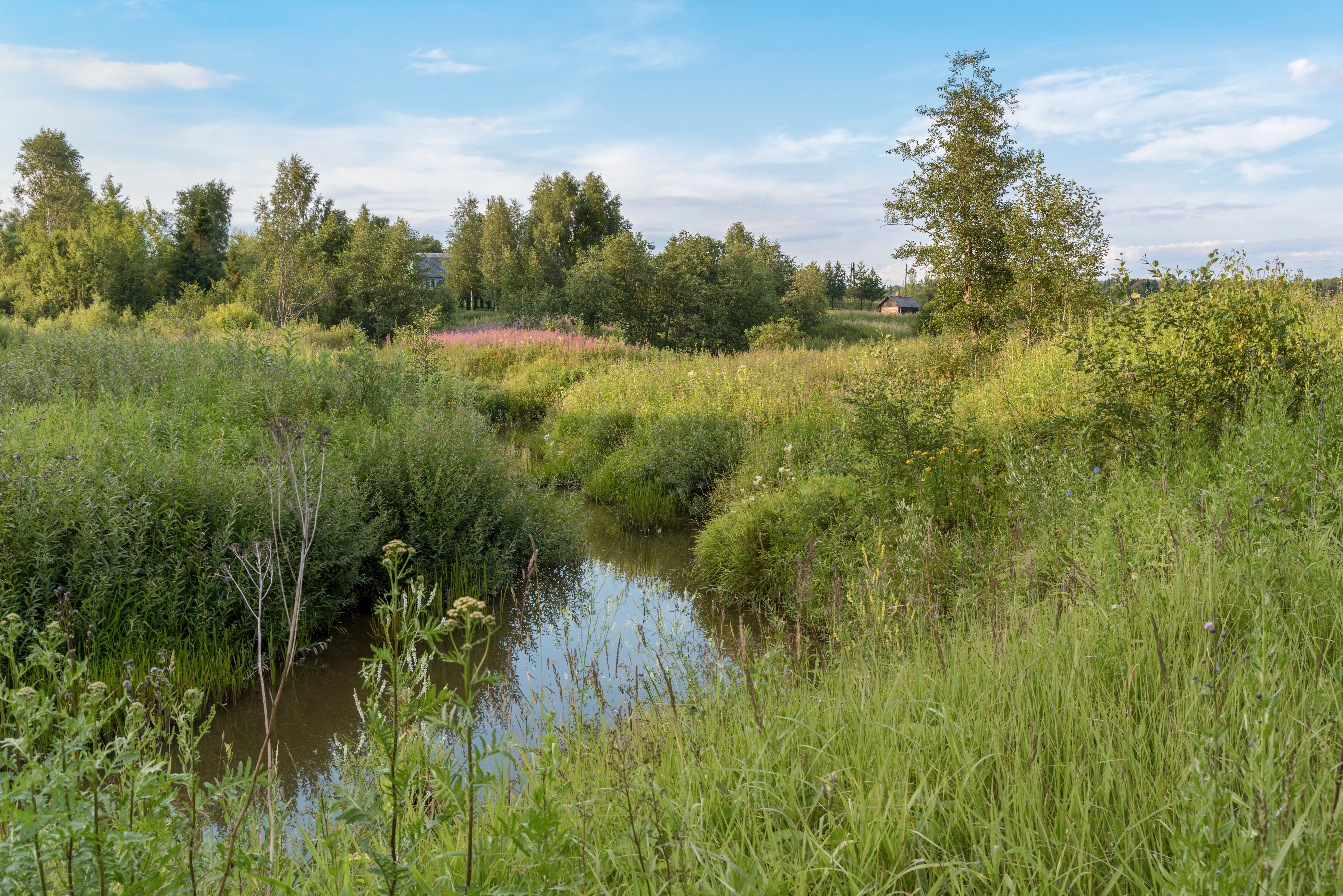
Тоймина в среднем течении у деревни Ям.